# 고구려인
고구려인(高句麗人)은 1세기부터 7세기까지 오늘날 중국 동부와 한반도 북부에 해당하는 고구려에 거주했던 민족이다.
668년 고구려가 당나라와 신라에 의해 멸망하게 되면서 고구려인들은 당나라와 발해 등지로 이주했고, 일부는 신라에 흡수됐다.

## 역사

### 기원
《선진문헌》에서 맥족에 대해 다루며 북중국의 여러 지역에서 부터 요동 지역, 고구려 발흥지인 압록강 중류 지역의 주민들의 종족 계통을 맥족이라고 기술했다.
기원전 1세기 고구려가 건국된 뒤 주민들은 스스로를 고구려인이라고 부르게 되었으며, 고구려의 성장으로 인해 복속된 예맥계의 옥저, 동예, 부여 등이 고구려인을 형성했다.

### 멸망 후

#### 고구려 부흥운동
668년 고구려가 멸망한 뒤 고구려 왕족 안승과 검모잠 등이 고구려 부흥운동을 일으켰다. 그러나 얼마 가지 않아 내분이 일어나 안승이 검모잠을 죽이고 고구려 백성 4천호(추산 2만명)와 함께 신라에 귀순하는 사태가 벌어졌다.
신라의 문무왕은 안승과 고구려 유민들을 금마저(전라북도 익산)으로 옮겨 살게하고 안승을 보덕왕(報德王)에 봉했다. 보덕국은 신라의 번속국(藩屬國)으로 있으면서 고구려와 동일한 5부와 관등 체계를 갖추고 나당 전쟁에 참전하거나 일본과는 견고려사(遣高麗使)라는 이름으로 사신을 주고받는등 대내외적으로 활발한 활동을 벌였다. 그러나 683년 신라 신문왕이 안승을 수도 경주로 불러 소판(蘇判) 관등과 김씨성을 부여하고 집과 토지를 주며 수도에 거주하게 하자 이에 불만을 품은 보덕국의 장수 대문이 금마저에서 난을 일으켰지만 신라에 진압되어 흡수되었다. 보덕국 멸망 후 고구려 귀족과 유민들은 신라의 9주5소경 중 하나인 남원경(전라북도 남원)으로 이전되었다. 이 과정에서 고구려의 현악기인 거문고가 전래되었다.
한편 8세기 말~9세기 초에는 요동 지역에서 고구려 유민들이 세운 것으로 추정되는 나라(소고구려)가 등장하기도 했지만 고려국에서 사신을 보냈다.같은 단편적인 기록 외에는 관련 기록이 없어서 국가 성립 과정과 배경, 멸망 시기 등은 알 수 없다.
고구려 부흥 운동은 실패로 끝났으나, 698년에 성립된 발해와 918년에 성립된 고려가 고구려 계승을 천명했다.

### 고구려 유민들의 일본 망명

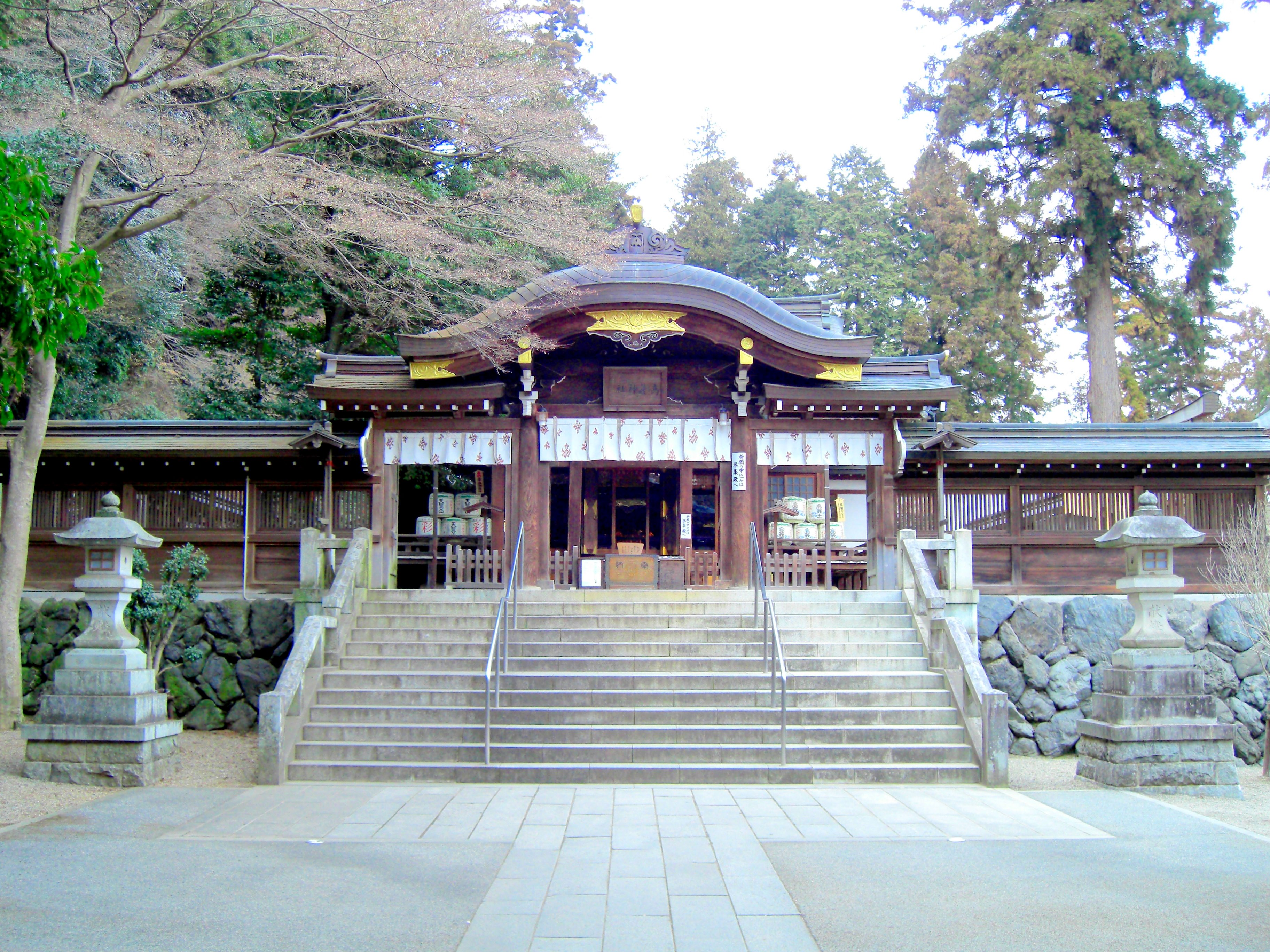
고마 신사(高麗神社).

한편 1,799명의 또 다른 고구려인들은 일본으로 망명했다. 다이호 3년(703년)에 일본 조정은 고구려의 왕족이자 보장왕의 아들로 추정되는 고약광(고마노 잣코)에게 고마노고키시(高麗王)라는 가바네(姓)를 주었다. 덴표쇼호(天平勝寶) 2년(750년)에는 고구려 광개토대왕의 5대 손 배내복덕의 후예 다카쿠라노 후쿠노부 등의 일족에게 고마노아손(高麗朝臣)의 가바네를 내렸는데, 아손이라는 가바네를 도래인에게 내리는 것은 당시 일본에서는 이례적인 것이었다. 그 뒤 후쿠노부는 다시 성을 다카쿠라(高倉)로 고쳤다. 또한 약광의 자손은 대대로 고마 신사의 궁사(宮司)를 맡아 오늘날까지 이어져 현대의 고마씨(高麗氏)가 되었다.
고약광을 기리기 위해 세워진 고마 신사(高麗神社)는 "출세하고 싶으면 고마 신사에 가서 빌라"는 속설이 있을 정도로 일본에서는 명소이다. 하마구치 오사치, 와카쓰키 레이지로, 사이토 마코토, 고이소 구니아키, 시데하라 기주로, 하토야마 이치로가 참배한 뒤에 총리에 임명되었기에, 출세명신(出世明神 슛세이묘진[*])이라 하며 숭상하고 있다. 1990년대에는 "큰 사건이 있을 땐 고마 신사에 가서 빌어야 수사가 잘 풀린다"는 얘기가 퍼져, 도쿄지검·도쿄고검 검사들이 줄줄이 참배하기도 했다.

## 성씨
《삼국사기》, 《삼국유사》 등에 의하면 고구려라는 국호를 사용했기 고구려의 왕족들은 때문에 고씨(高氏) 성을 사용했다고 한다.
그 외에 해(解), 을(乙), 예(禮), 송(松), 목(穆), 우(于), 주(周), 마(馬), 손(孫), 창(倉), 동(董), 예(芮), 연(淵), 명림(明臨), 을지(乙支), 남(南) 등 10여 개가 확인되었다.